# 1271
Évszázadok: 12. század – 13. század – 14. század
Évtizedek: 1220-as évek – 1230-as évek – 1240-es évek – 1250-es évek – 1260-as évek – 1270-es évek – 1280-as évek – 1290-es évek – 1300-as évek – 1310-es évek – 1320-as évek
Évek: 1266 – 1267 – 1268 – 1269 –  1270 – 1271 – 1272 – 1273 – 1274 – 1275 – 1276

## Események

### Határozott dátumú események
- április 8. - A Krak des Chevaliers vár muszlim kézre kerül.
- július 2. – V. István Pozsonyban békét köt Ottokárral.[1]
- augusztus 15. – III. Fülöp francia király megkoronázása.[2]
- szeptember 1. – X. Gergely pápa megválasztása.[3]

### Határozatlan dátumú események
- II. Ottokár cseh király András herceget lépteti fel V. István ellen. Serege beveszi Pozsonyt, Nagyszombatot, Nyitrát és Mosont.
- Kubiláj kán birodalmának központját Kínába helyezi át és megalapítja a Jüan-dinasztiát.
- Győr városi kiváltságlevelet kap.[4]
- Kitzbühel városi jogokat kap II. Lajos bajor hercegtől.

## Születések
- január 14. – I. Johanna navarrai királynő († 1305)
- július folyamán – II. Rudolf osztrák herceg († 1290)
- szeptember 8. – Anjou Martell Károly megkoronázott magyar király (ténylegesen nem uralkodott)
- szeptember 17. – II. Vencel cseh király († 1305)

## Halálozások
- október 27. – IV. Hugó burgundi herceg (* 1212)